# Fogaras

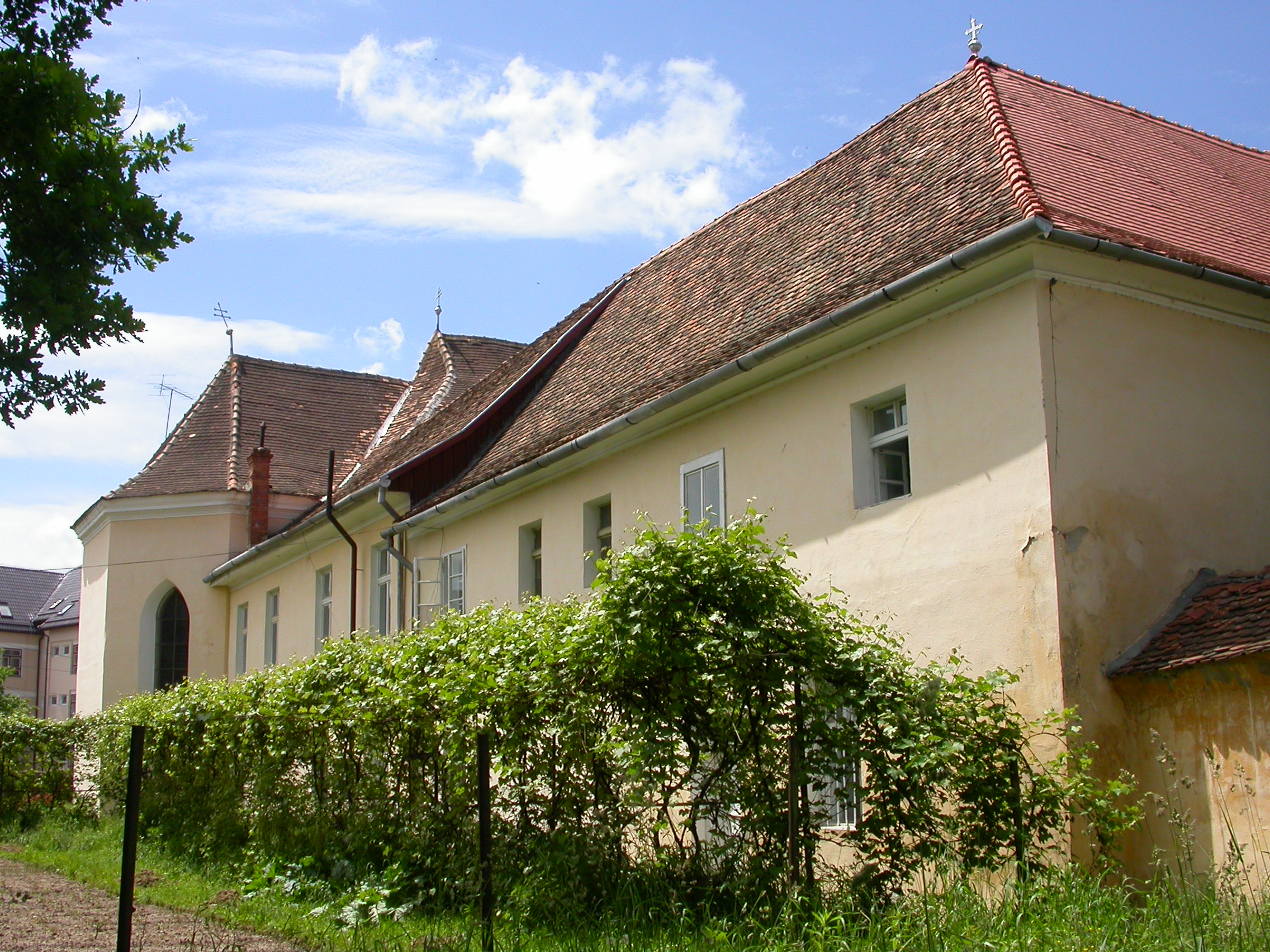
Ferences kolostor

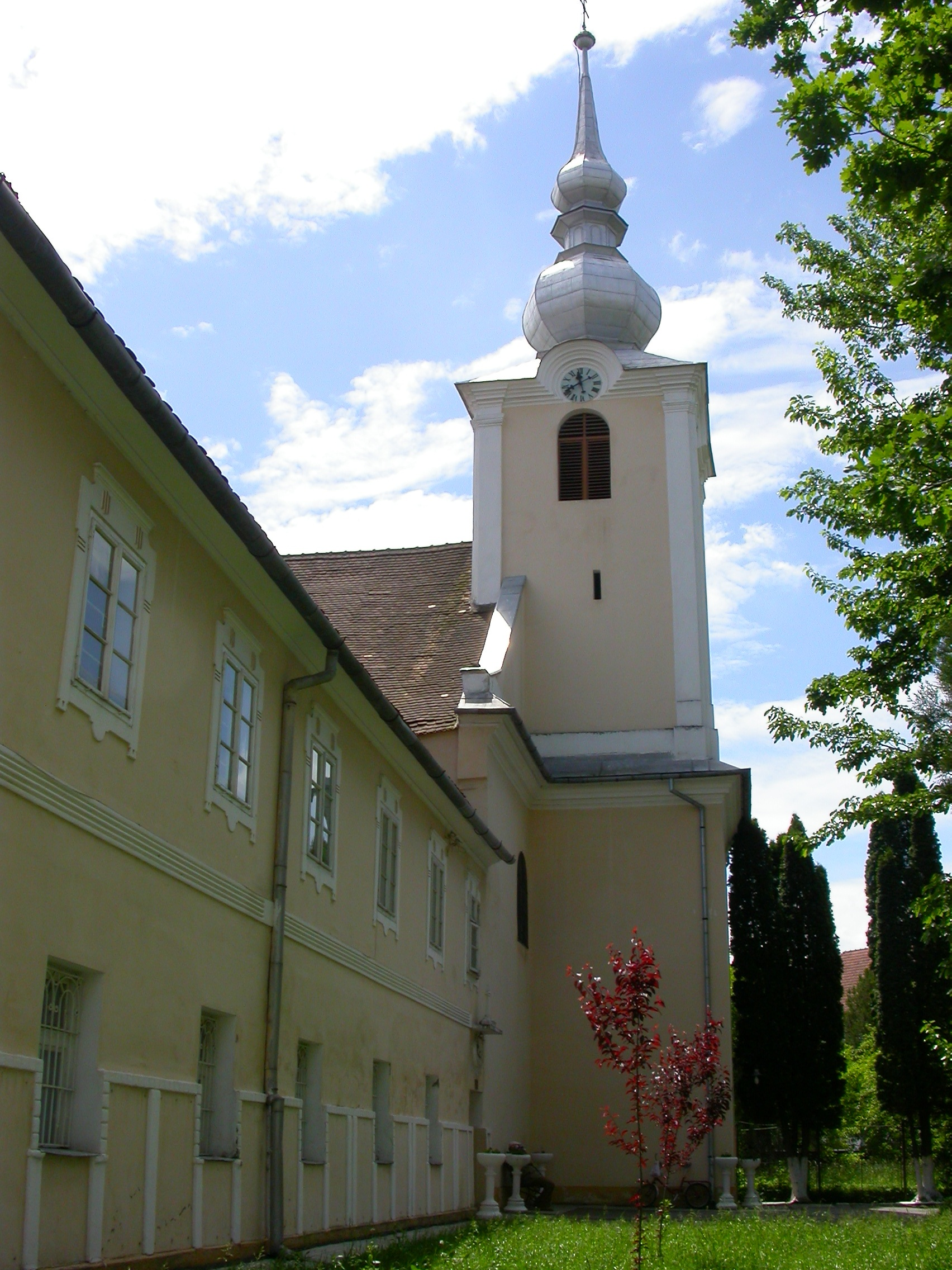

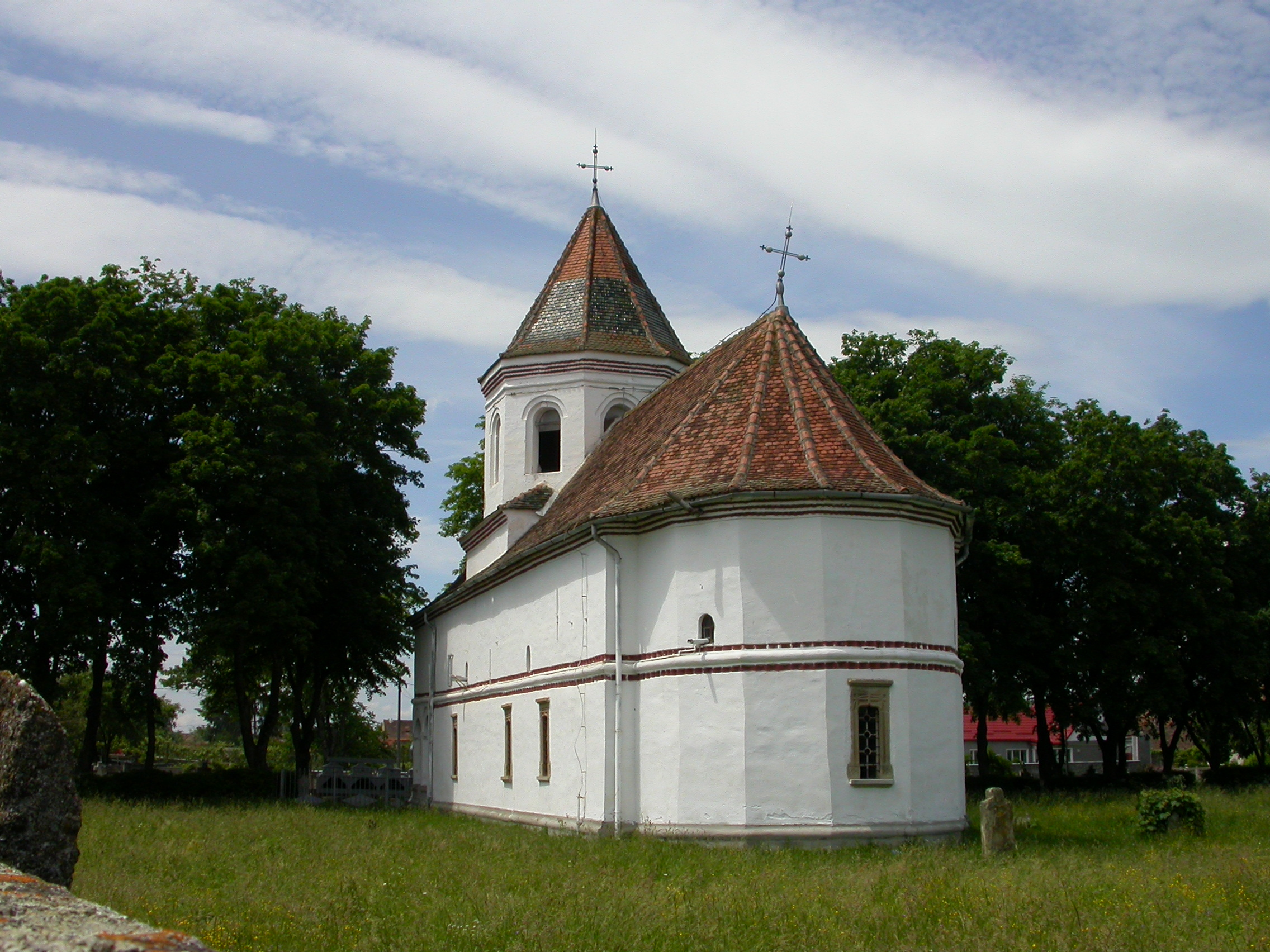
A Szent Miklós ortodox templom

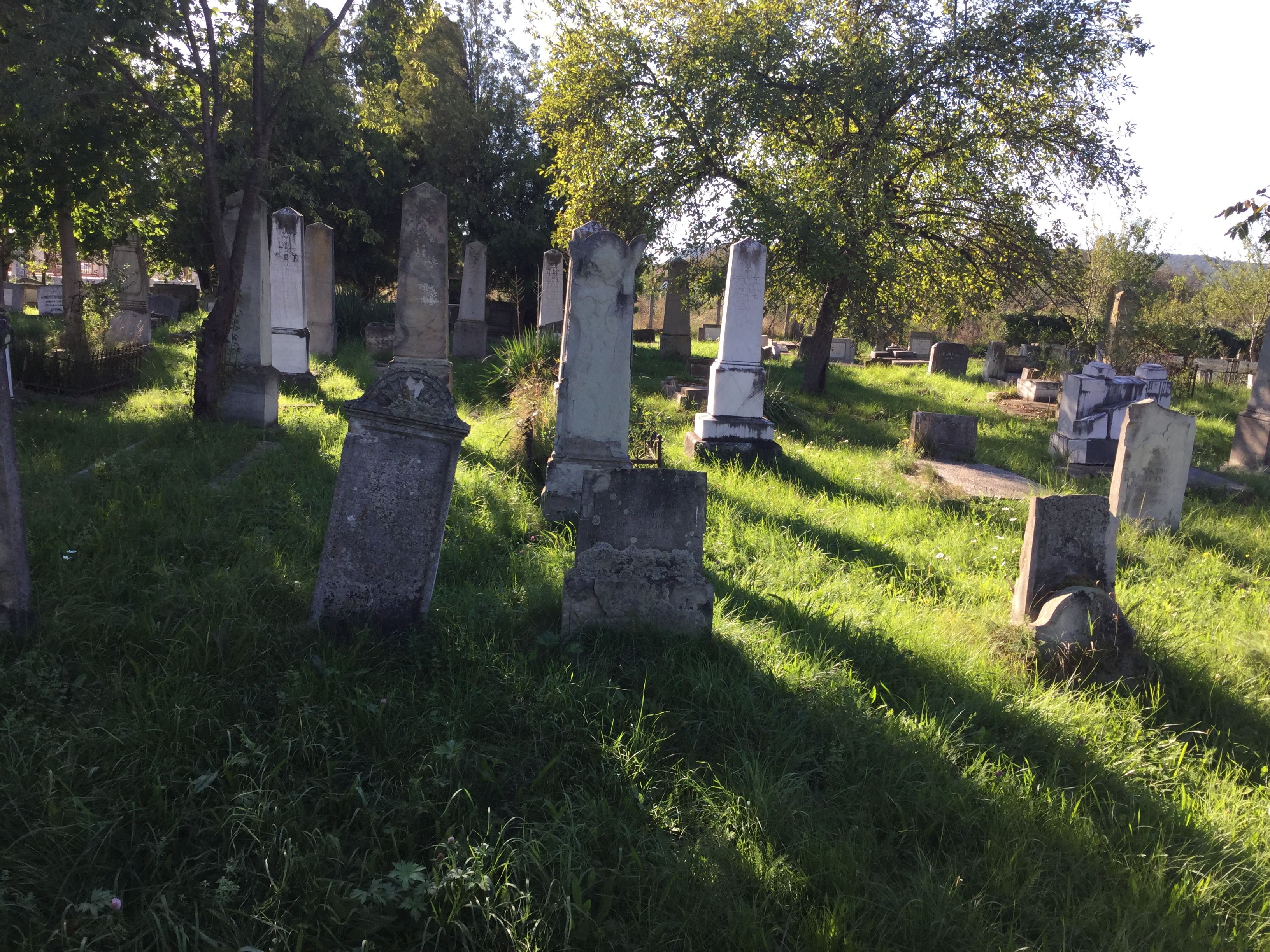
Zsidó temető

Fogaras (románul Făgăraș, németül Fogarasch, szász nyelvjárásban Fugresch) város Romániában, Brassó megyében.

## Fekvése
Brassótól 67 km-re nyugatra, Nagyszebentől 76 km-re keletre, az Olt bal partján fekszik.

## Nevének eredete
Első említése 1291-ből maradt fenn Fogros alakban. További névváltozatok: Fogaras (1369), Fugaras (1372), oppidum Fugrasch (1413), Fogarasum, Fogarasch (1600). A név eredetére nézve több feltételezés létezik. Egyik magyarázat szerint Fogaras neve a magyar fogoly madárnév nyelvjárási fogor változatából származik. Más feltételezés szerint víznévként született, egy besenyő „Fagar šu”-ból ('kőris(fás) víz'). Inkább anekdotának számít az a magyarázat, amelyet Kőváry László a Történelmi adomák (Kolozsvár, 1857) című művében Benkő Józsefre hivatkozva említ: „…építésénél a munkások oly jegyeket kaptak, mint kapnak most is a nagyobb építészeti vállalatok munkásai, miket aztán hetenként beváltanak. Az itt kapott pénzjegyek fából voltak, s a nép fagarasnak nevezte. Innen kapta volna Fa-garas vagy mint ma mondjuk Fogaras vára nevezetét.” Szintén nem elfogadott a román fag = bükkfa szóból való eredeztetés.

## Népessége
- Az első modern értelemben vett népességfelméréskor, 1786-ban 3376 lakosa volt, 36%-uk zsellér, 27%-uk polgár, 20%-uk jobbágy, 7%-uk nemes. A nem mezőgazdasági népesség aránya 40% volt.
- 1880-ban 5307 lakosából 1732 volt román, 1666 magyar és 1559 német anyanyelvű; 1223 görögkatolikus, 1199 római katolikus, 891 református, 885 evangélikus, 713 ortodox, 262 izraelita, 102 unitárius és 32 egyéb vallású.
- 1910-ben 6579 lakosából 3357 volt magyar, 2174 román és 1003 német; felekezet szerint 1409 római katolikus, 1323 református, 1262 görögkatolikus, 1003 ortodox, 830 evangélikus, 514 izraelita, 229 unitárius és 9 egyéb.
- 1930-ban 7841 lakosából 4303 volt román, 2327 magyar és 1056 német anyanyelvű; 2734 ortodox, 1551 görögkatolikus, 1131 református, 1055 római katolikus, 779 evangélikus, 390 izraelita, 180 unitárius és 5 egyéb vallású.
- 2002-ben 36 121 lakosából 33 677 román, 1643 magyar, 426 cigány és 332 német volt.

## Története
III. András oklevele szerint 1291-ben a vidék szász, székely és román nemessége Gyulafehérváron tanúskodott egy bizonyos Ugrinus mester mellett, aki szerint már szülei is bírták Fogarast és Alsószombatfalvát. A király mint jogos birtokát ezeket visszaítélte neki. Várát a 14. században kezdték építeni. A 14–15. században a havasalföldi vajdák rendszerint Fogarasföldet és Omlás vidékét kapták a magyar királyoktól hűbérbirtokul. I. Vlad vajdát 1369-től Fogarasföld urának ("dux de Fogaras") nevezték, amit utódai is fölvettek titulusaik közé. Vlad Dracul 1436-ban innen bocsátott ki egy oklevelet. A Basarab család neve annyira összekötődött Fogarassal, hogy egy legenda egyenesen innen származtatta őket, a mitikus alapító Radu Negru ('Fekete Radu') személyén keresztül. A legenda klasszikus változatát Miron Costin 1677-ben írt, lengyel nyelvű krónikájában találjuk. Ő a Bonfini által Hunyadi János származása kapcsán elmesélt hollós modát alkalmazza Radu Negrura. Radu Fogarason született volna "(ahová a románok épp a tatárok elől húzódtak vissza)”, hogy felnőve kivezesse “népét a hegyek közül az új hazába, Havasalföldre”. Radu legendás személyét valószínűleg a 14. századi I. Radu havasalföldi fejedelem ihlette.
Mátyás a családjának tett szolgálataiért a várat és Fogarasföldet 1464-ben Vingárti Geréb Jánosnak adományozta, de 1467-ben meggondolta magát, és visszavette tőle, hogy szükséges esetben a havasalföldi vagy moldvai vajdának adhassa. A következő években valószínűleg ismét a havasalföldi vajdák (1474-ben Szép Radu, 1475-ben Vlad Țepeș) birtoka volt, ám 1478-ban Mátyás a száműzött Udriște nevű bojárt iktatta birtokába, és az övé is maradt 1483-ig. Azután a szász univerzitásé lett, majd amikor II. Ulászló Corvin Jánosra, mint a Hunyadiak örökösére iratta, a szászok ennek ellene mondtak. Corvin János halála után, 1505-ben Ulászló Bornemisza Jánosnak adományozta. Ő nevezte ki 1506-ban első ismert várnagyát, Tomori Pált, a későbbi kalocsai érseket, a mohácsi csata hadvezérét.
Magát a települést 1413-ban oppidumként említik. Valószínűleg itt volt lelkész az a Tamás nevű volt szerzetes, akit 1553-ban vagy 1554-ben az első erdélyi evangélikus püspökké választottak. A 16–17. században szász, magyar és román kézművesek, székely, román és alföldi magyar darabontok, magyar, román és szász nemesek, román jobbágyok és zsellérek lakták, egymással elvegyülve. Az 1580-as években “elsőrendű” protestáns egyház, a jezsuiták pedig 1590 és 1603 között, Ladó Bálint vezetésével innen irányították erdélyi missziójukat. Báthory Zsigmond a várnak szolgáló mesterembereket és azokat, akik a határban földet nem bírtak, minden adó alól felmentette. Ez vonatkozott az Olt túloldalán fekvő külváros, Galac lakóira is. 1588-tól az erdélyi fejedelmek feleségének birtoka. 1599-ben Vitéz Mihály havasalföldi vajda foglalta el, és feleségének adományozta. Miután 1600. szeptember 18-án az erdélyi sereg győzelmet aratott Mihály felett, és kiűzték az országból, a fogarasi várat Csáky István országos főkapitány kapta meg. A várban tartották fogva Vitéz Mihály feleségét, Stanca úrnőt.
A mindenkori fejedelemasszonyok birtoka volt, fénykorát Bethlen Gábor alatt élte. 1632-ben 163 jobbágy-, 88 nemes, 9 görög zsellércsalád és 28 várbeli darabont lakta. Szász lakói evangélikus hiten maradtak, de a reformátusok nem tűrték meg az evangélikus lelkészt, akit 1666-ban I. Apafi Mihály ki is tiltott a városból. Evangélikus egyháza 1700-ban alakult újra, 130 polgár kérésére. Főként szász mesterek alkották a szűcscéhet, a Fazekas utcában (mai nevén Griviţa Roşie) 1614-ben megalakult fazekascéhet és az 1674-ben megalakult szíjgyártócéhet. 1640-től a század végéig Fogaras székhellyel református egyházmegye működött. Apafi Debrecen környékéről és a hajdúvárosokból több családot telepített Fogarasra, akiknek nemesi telket adományozott. Erős volt román kézműves rétege is. A szabócéh élén 1600-ban román atyamester állt, főként románokból állt az 1643-ban szerveződött tímárcéh, magyarokból és románokból a vargák és csizmadiák 1622-ben megalakult céhe. A 17. század közepén kétszer is román bírát emeltek a város élére.
Református iskolája 1639 és 1711 között a nagyenyedi kollégium alá tartozott. Diákjainak több mint fele a Székelyföldről, egyharmada Háromszékről, 30%-a a Szászföldről származott. Lorántffy Zsuzsanna 1657-ben román nyelvű református iskolát alapított „Isten dicsőségére és az oláh nemzetnek épületekre.” Az iskolaalapítás apropója az volt, hogy a Fogaras vidéki papság vallási ismereteit a korábbi vizitációk alkalmával erősen hiányosnak találták, illetve a legtöbbször a liturgiát is óegyházi szláv nyelven végezték. Az elemi szintű iskola tananyaga az alapítólevél szerint a katekizmusból, a Gyulafehérváron nyomtatott román nyelvű Újtestamentumból és zsoltároskönyvből, az imádságokból, a liturgiából, egyházi énekekből és román nyelvű, cirill betűs írás-olvasásból állt. Jelentőségét jelzi, hogy a román iskolamester kétszeres fizetést kapott, mint a városi főprédikátor (bár utóbbinak természetben jövedelme is volt). A fejedelemasszony rendelete értelmében csak az lehetett pap Fogaras vidékén, aki a fogarasi iskolát elvégezte. Lugoson és Karánsebesen kívül ekkoriban csak Fogarason működött román nyelvű iskola. Még a román fejedelemségekből is látogatták, bár diákjainak többsége nem vált reformátussá. 1689 előtt szűnt meg.
1661-ben Kücsük Mehmed pasa vezetésével a törökök foglalták el. 1675. április 28-án itt kötötték meg a fogarasi szerződést, melyben a lengyel és a francia király a kurucok megsegítésére vállalt kötelezettséget, a szerződést a törökellenes háború miatt nem  hajtották végre. 1685. február 22-én az itteni országgyűlésen emeltek hűtlenségi vádat Thököly Imre ellen, és döntöttek birtokainak elkobzásáról.. Itt írták alá 1688. május 9-én az erdélyi rendek képviselői a fogarasi deklarációt, amelyben I. Lipót császár és utódja, I. József oltalma alá helyezték Erdélyt, és az 1691-es fogarasi országgyűlésen hirdették ki a Diploma Leopoldinumot. 1704-ben Rákóczi kurucai eredménytelenül ostromolták. Az ostromlók ágyúi elpusztították a város nagy részét, Rabutin védői pedig szétlőtték a református templomot.
1721 és 27 között az újonnan fölállított román görögkatolikus püspökség székhelye volt, és Fogaras vidéke jövedelmét is a püspökség fenntartására rendelték. Mária Terézia 1765-ben a vidéket elzálogosította a Szász Universitasnak, és csak 1874-ben szállt vissza a kincstárra. 1727–29-ben létesült papírmalma a város déli szélétől ötszáz lépésnyire Huréz felé. Ez 1758-ban egy 6,7x20,4 méteres alapterületű földszintes épület volt 28, nagyrészt ólomüveges ablakkal. Három alulcsapó vízikereke 48 kalapácsot hajtott meg. 1756-ig a kincstár, 1756–65-ben bérlő, 1765-ben az uradalom bérlőjeként a Szász Universitas működtette. A mesterek és a segédek kincstári jobbágyok voltak, a papírt elsősorban a szebeni hivatalok és a dél-erdélyi nyomdák használták fel, de Havasalföldre is exportálták. 1844-ben még működött, 1871-ben azonban már rom volt. 1738-ban nyílt meg a város első gyógyszertára. 1781-ben építették az első hidat az Olton Fogaras és Galac között.
A 17. század végén német nyelvű katolikusok telepedtek le a Várkert negyedben, 1735-ben pedig megtelepedtek a városban a ferencesek. A román lakosságnak csak egy része fogadta el a vallási uniót, egy részük megmaradt ortodoxnak. 1785-ből ismét van hír ortodox iskolájáról, 1804-ben pedig görög katolikus iskolája is volt. 1724-ben 190 polgár, 57 polgár özvegye, kilenc jobbágy, 57 zsellér, 201 kézműves és kereskedő lakta. 1750-ben a nemeseken kívül 478 háztartást írtak össze, közülük 49 volt varga, 28 tímár, 27 csizmadia, 27 szűcs, 21 fazekas, 13 kereskedő, 13 kovács és tíz szabó. 1766 körül evangélikus egyháza 337 férfit és 364 asszonyt, református egyháza 358 férfit és 298 asszonyt, római katolikus egyháza Porumbákkal 227 férfit és 217 asszonyt számlált.
1784-ben az újonnan alakított három erdélyi kerület egyike Fogaras székhellyel működött. 1792-ben legjelentősebb iparágának a harisnya- és zekeposztókészítés számított. A fogarasi kereskedők harisnyát, posztót és báránybőröket szállítottak az Olton túlra és a Bánátba. Nagy Ferenc 1842-es vásárlajstromában ugyancsak dicséri a Fogarason kapható báránybőrt, és más termékekre is fölhívja a figyelmet:

„Pünkösti vásárkor sok és igen szép kordoványt lehet itt találni. Legnevezetesebb a fekete báránybőr ezen vásár áruczikkei közt, mellyből 50-60 ezer darab is elkel. Kelendőségét onnan magyarázzák, hogy Erdélyben Fogaras földjén terem a legcsodálatosabb fodor báránybőr. A septemberi kisasszonyi vásárkor dohány és hagyma árultatik nagyobb mennyiségben, mellyet innen Szebenbe visznek. Fogarasba nagy mennyiségbe árulják a híres s Erdélyben legjobb sárkányi lenet is.”

Bisztray Károly szerint "az 1800-as évek elején még szerény kis város volt, nagyon kevés emeletes házzal". A magyar lakosság nagyrészt az oda beköltöző nemesi családokból állt. Rajtuk kívül sok nyugalmazott katonatiszt lakta, a Vadkertben pedig még mindig elkülönült a 17. század vége óta ott élő katolikus németség. A reformkorban eskütevőinek 70–100%-a alá tudta írni a nevét.
1848 márciusában a város mindhárom nemzetiségének részvételével uniópárti tüntetést tartottak. 1849. február 17-én százötven román határőr átállt a honvédsereghez. Áprilisban Bem Fogaras vidékét az első (orláti) erdélyi román határőrezred területével Fogaras vármegye néven összevonta. A város térparancsnokává Móricz Józsefet nevezte ki. Júliusban a Vida Dániel vezette hétfalusi zászlóalj védte hatszáz fővel. Lügyersz tizenkétezres hadereje kétfelől, Mundra és Betlen irányából támadta, és a július 12-i mundrai csata után bevette a várost.
1850-ben önálló kerület székhelye lett, amelyet azonban 1852-ben a szebeni kerülethez csatoltak. 1861-től az újraélesztett Fogaras vidéke, majd 1876-tól Fogaras vármegye székhelye. 1862-ben 150 polgára fizetett a cenzushoz elég adót, közülük 78 német, 42 magyar, 14 román és 16 egyéb. Rajtuk kívül negyven nemes is lakta. 1863-ban, főként a magyar polgárság kérésére, megkapta a szabad királyi városi rangot. 1876-ban, a jobbára formális mezővárosi cím megtartásával, visszaminősítették nagyközséggé. Ez megint elsősorban a magyar polgárság óhaja volt, akik a városi lét megkívánta magas terhekre hivatkoztak. 1877-től állami polgári fiú- és leányiskola működött benne. 1883-ban megalakult a Fogarasi Takarékpénztár és a román Furnica takarékpénztár, 1884-ban a Progresul román amatőr színtársulat. 1880-ban Thierfeld Lipót, 1906-ban Constantin Pop alapított nyomdát. 1898-ban itt jött létre az első erdélyi adventista gyülekezet nyolc fővel, Heinrich Löbsack volgai német prédikátor munkájának eredményeként. Nem volt hosszú életű, a gyülekezeti tagok állítólag hamarosan elköltöztek. 1898-ban, Mikszáth Kálmán közbenjárása eredményeként, megnyílt a fogarasi állami (magyar nyelvű) főgimnázium. A századfordulótól dohánybeváltó hely volt.
A szász cserzővargák az Olt utcában, a fazekasok a Fazekas utcában, a román tímárok a Tăbaci városrészben, a kalaposok a Vadkert (Pălărierilor) utcában laktak. Román negyedek voltak a Alsó- és Felső-Rumunia (a mai Coșbuc utca illetve a Szent Miklós templom környéke) és a Gát, magyar a református templom melletti Kis, Brassó és Vasút utcák, szász a Lenkert (Inochențiu Micu-Klein utca környéke). Cigányok a város északnyugati peremén a Felső- és keleten az Alsó-Cigóniában laktak. Babits Mihály − talán saját ismeretségi köréről általánosítva − úgy látta, hogy "A magyar családok, akik Fogarason éltek, szegény hivatalnokfamíliák voltak; többnyire magyarországi jövevények. (…) Azok, akik most itt laktak, nem érezték egészen otthon magukat, visszavágytak régi hazájukba, lehetőleg valami nagyobb helyre, Pestig még az álmuk sem ért." Török Sándor emlékei szerint

„nyolc-tíz, vallási alapokon hova-hova tartozó és nemzetiségeken belül elrendezett, sőt osztályonként is felsorakozó nőegylet, legényegylet, iparos dalkör stb. tartotta kis koncertjeit, irodalmi délutánját, szavaló délelőttjét a Transsylvaniában [ti. a Transsylvania Nagyszállóban], és erre mindre volt közönség, hiszen mindenki kötelességének tartotta, hogy a saját egylete összejövetelére elmenjen és a másikéről el ne maradjon.”

1892-ben épült ki a vasút Nagyszebenig, 1908-ban pedig Brassóig. 1906-ban bevezették az utcák villanyvilágítását. 1906–08-ban rendezett tanácsú várossá alakult. 1910-ben Alexandru Vaida-Voevod nyerte az országgyűlési választást, erre válaszul a kormány Széll József főispánt teljhatalmú biztossá nevezte ki a "nemzetiségi mozgalmak" leverésére.
1916. augusztus–szeptemberben a II. román hadsereg megszállása alatt állt, 1918. decemberben pedig végleg bevonultak a román csapatok. 1918–20-ban a várban fogolyelosztó központ működött magyar politikai foglyok számára. 1925–50-ben Fogaras megye székhelye volt. 1922-tól a városban dinamitot gyártottak, és a dinamitgyár 1931-ben felrobbant. 1936-ban déli peremén megnyílt az ammóniatermékeket gyártó Nitramonia gyár, amely 2022-es megszűnéséig a város legnagyobb munkaadója volt. A szocialista időszakban műtrágyát, szappant és műanyagokat gyártó üzemekkel vegyipari kombináttá vált, emellett a városban fegyvergyár (robbanóanyag, páncéltörő aknák), vegyipari gépgyár, téglagyár és ruhagyár is működött. 1979-ban emelték municípium rangra.

## Galac

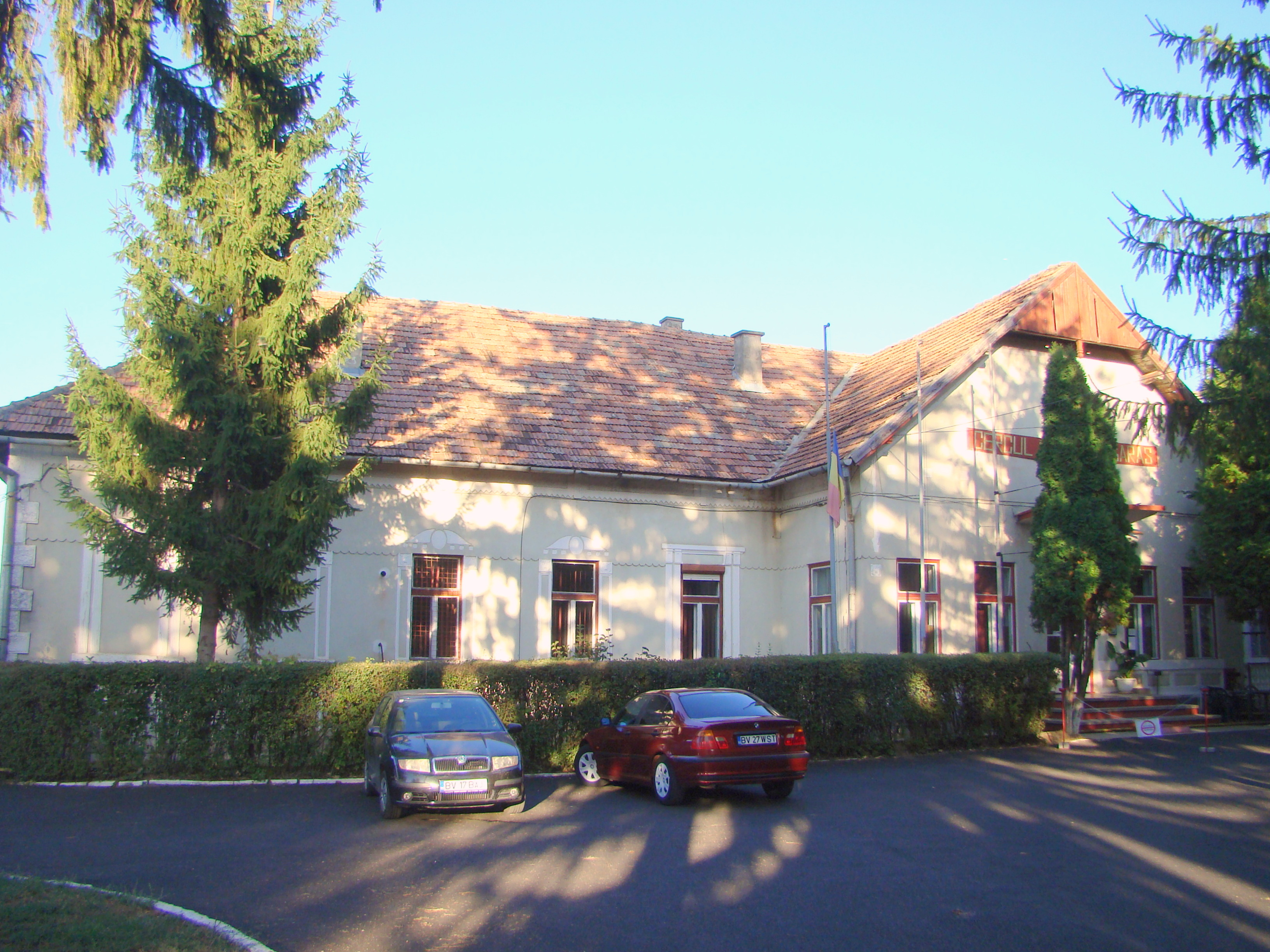
A volt polgári iskola épülete, ma tisztiklub

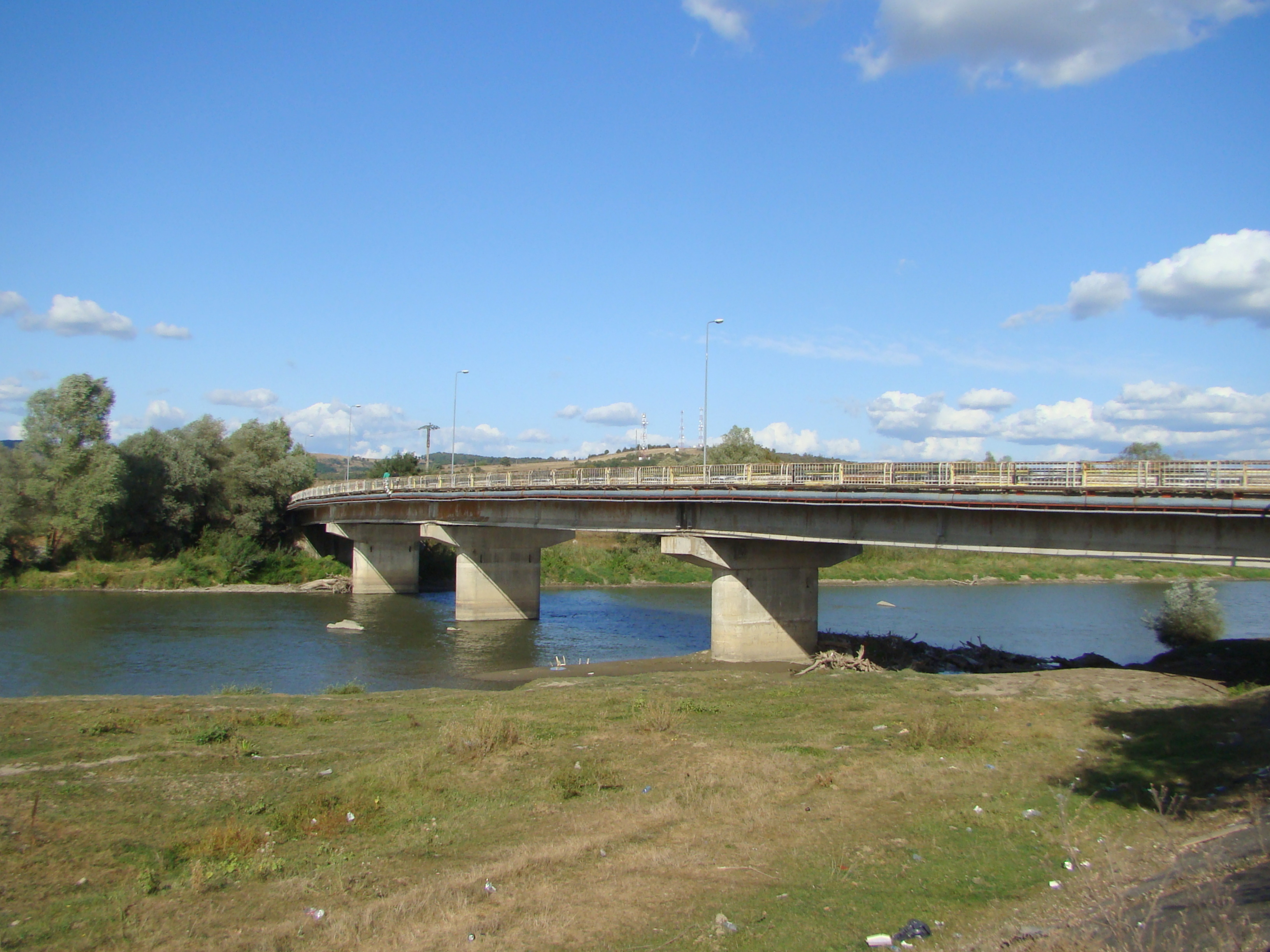
Híd az Olton

Fogaras Olttól északra fekvő elővárosa Galac, amely 1967-ig különálló település volt, és 1876-ig megszakításokkal Fehér, majd Felső-Fehér vármegyéhez tartozott. Báthory Zsigmond lakóit minden adó alól felmentette. 1632-ben 65 jobbágycsalád lakta, 1668-ban I. Apafi Mihály megnemesítette Ioan Popa nevű román papját és gyermekeit. A kiváltságos "görög" kereskedőkompánia 1670-ben Galacon építette föl kis, torony nélküli fatemplomát, amelyet 1841-ben Kóborba adtak el. 1763 és 1851 között az Erdélyi határőrvidék első román ezredéhez tartozott. 1781-ig rév vitt át az Olton, akkor építették az első fahidat. A 19. század első felében a fogarasi katolikus németek vasárnapi mulatóhelye volt. Az 1830-as évektől zsidók is éltek benne. 1876-ban Fogaras vármegyéhez csatolták. 1900-ban 1036 lakosából 1006 volt román, 23 német és hét magyar anyanyelvű; 994 ortodox, 17 zsidó, 12 görög katolikus és nyolc református. Nicolae Iorga említi, hogy román lakóinak fontos bevételi forrása volt a fuvarozás. 1906-ban kisközségből nagyközséggé alakult. 1967-ben Fogarashoz csatolták.

## A fogarasi zsidóság története
Zsidókról már 1785 előttről is van adat Fogarason, de megtelepülésük az 1820-as évekig szórványos lehetett. 1827-ben alapítottak Chevra Kadisát és jelöltek ki temetőt a várostól északkeletre, 1829-től pedig zsinagóga is működött. Az 1830-as években a város és a vidék igyekezett megszabadulni az intézményes zsidó közösségtől. A városvezetés 1831-ben elhatározta a zsinagóga bezárását, amit a Gubernium is jóváhagyott. 1832-ben a Gubernium megengedte a közösségnek, hogy a sátoros ünnepeken használják a zsinagógát. 1833-ban Fogarasvidék közgyűlése kérte a zsinagóga bezárását és a zsidók összeírását, hogy később elkergessék őket. Ekkor 28 zsidó családfő élt a városban, közülük tizenkét pálinkafőző, tizenegy kereskedő, egy kézműves, egy tanító, egy sakter és két szegény. 1835-ben a Gubernium ismét megengedte, hogy a sátoros ünnepeken a zsinagógát használják, de a következő évben a város kérésére elrendelte bezáratását. Erre a városi polgárok lerombolták az épületet, négy zsidó családot és a tanítót pedig elkergettek. 1838-ban a város a maradék zsidók elűzéséről is határozatot hozott, de a Gubernium ezt megtiltotta, a fogarasi zsidókat pedig kártalanította lerombolt zsinagógájukért. 1848-ra építették föl az új zsinagógát a mai Aron Pumnul u. 3. alatt, amely egészen 1990-ig működött, és ma is áll. A közösség 1869 után neológ, 1926-tól ortodox. 1916-ban zsidó lakosságának többsége elmenekült a román hadsereg elől. A második világháború alatt a zsidók vagyonát elkobozták, a Ceaușescu-korszakban pedig, a romániai zsidók többségéhez hasonlóan, a fogarasi zsidók többsége is Izraelbe és máshová emigrált.

## Látnivalók

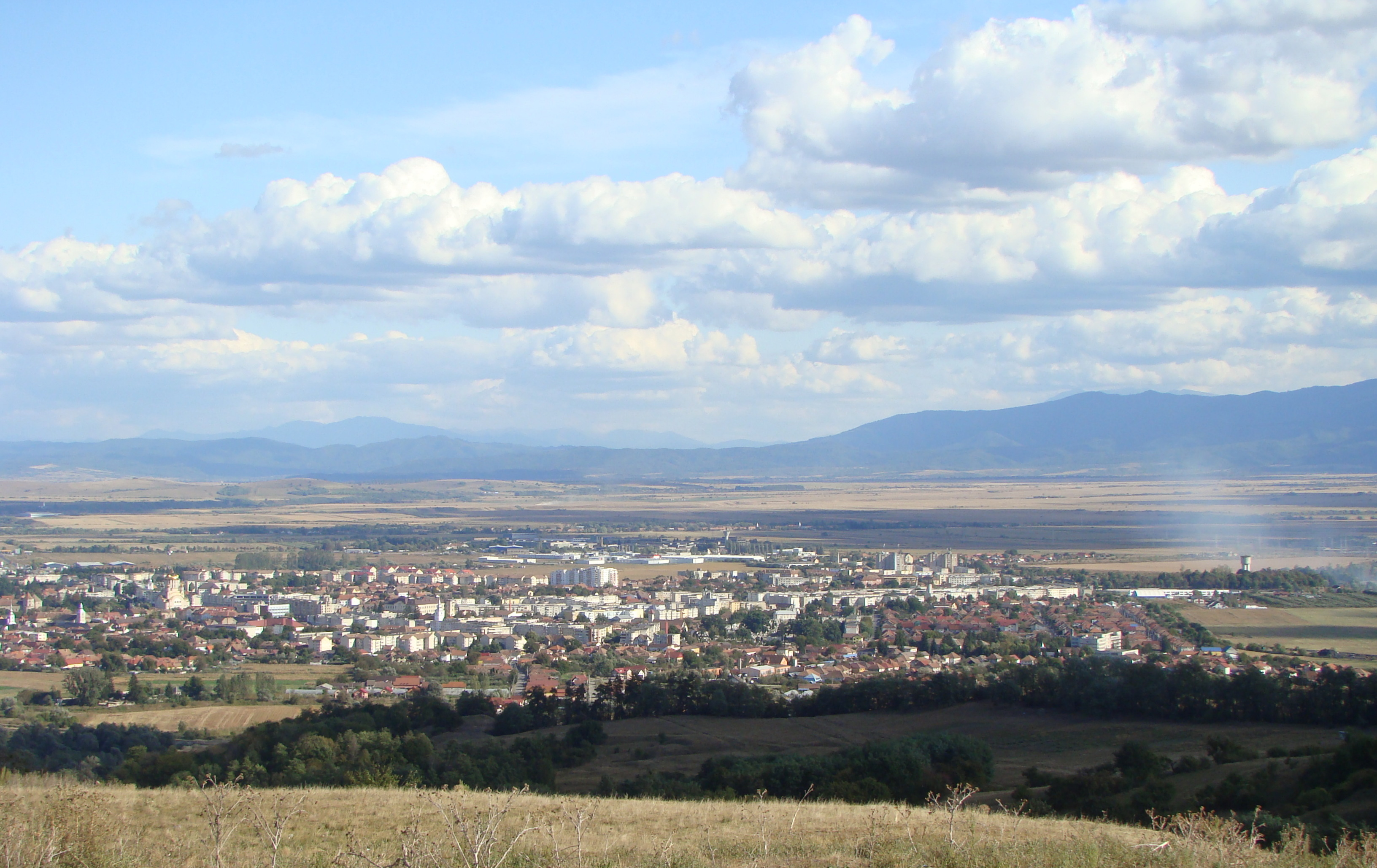
Látkép

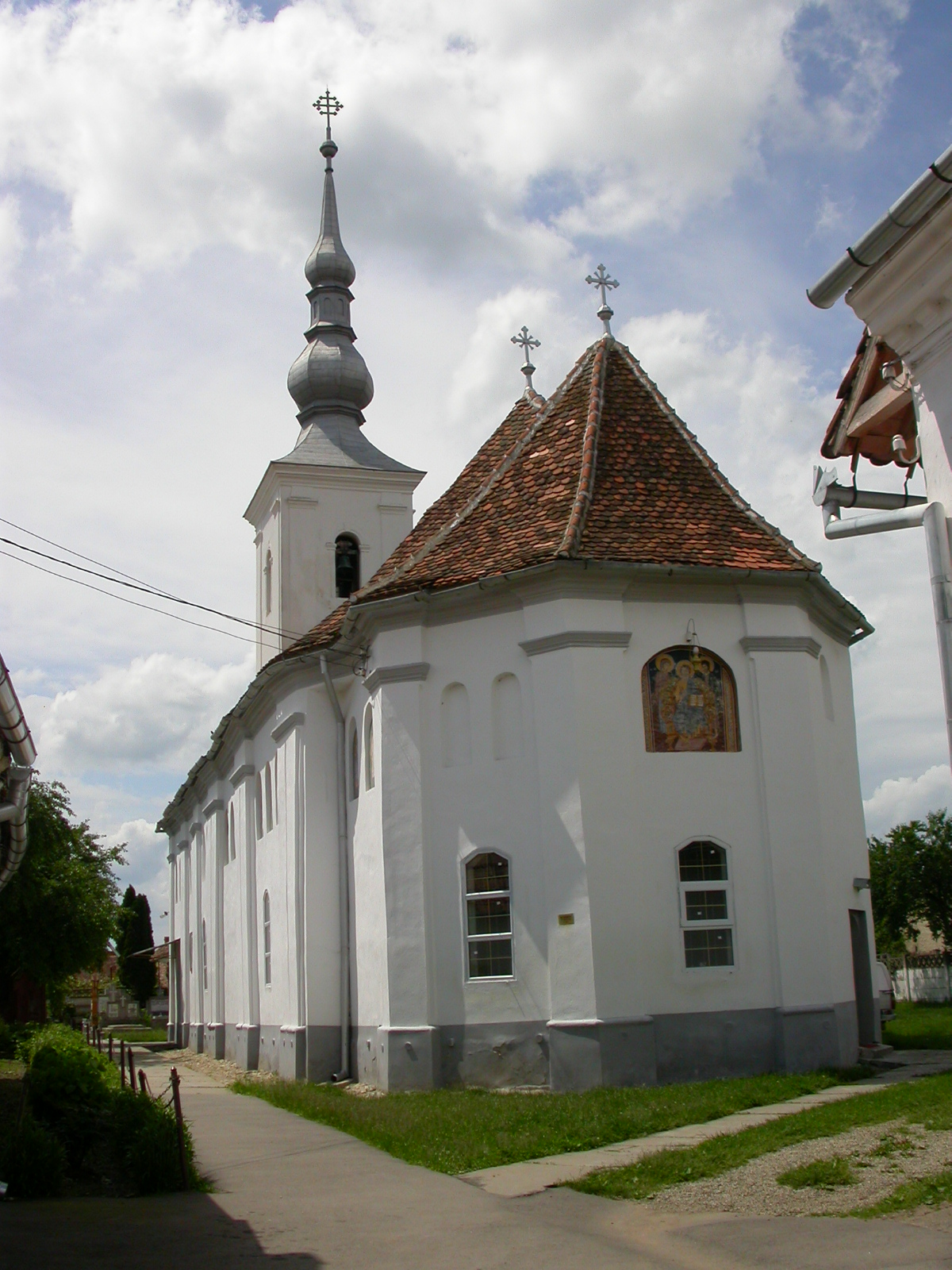
Szentháromság ortodox templom

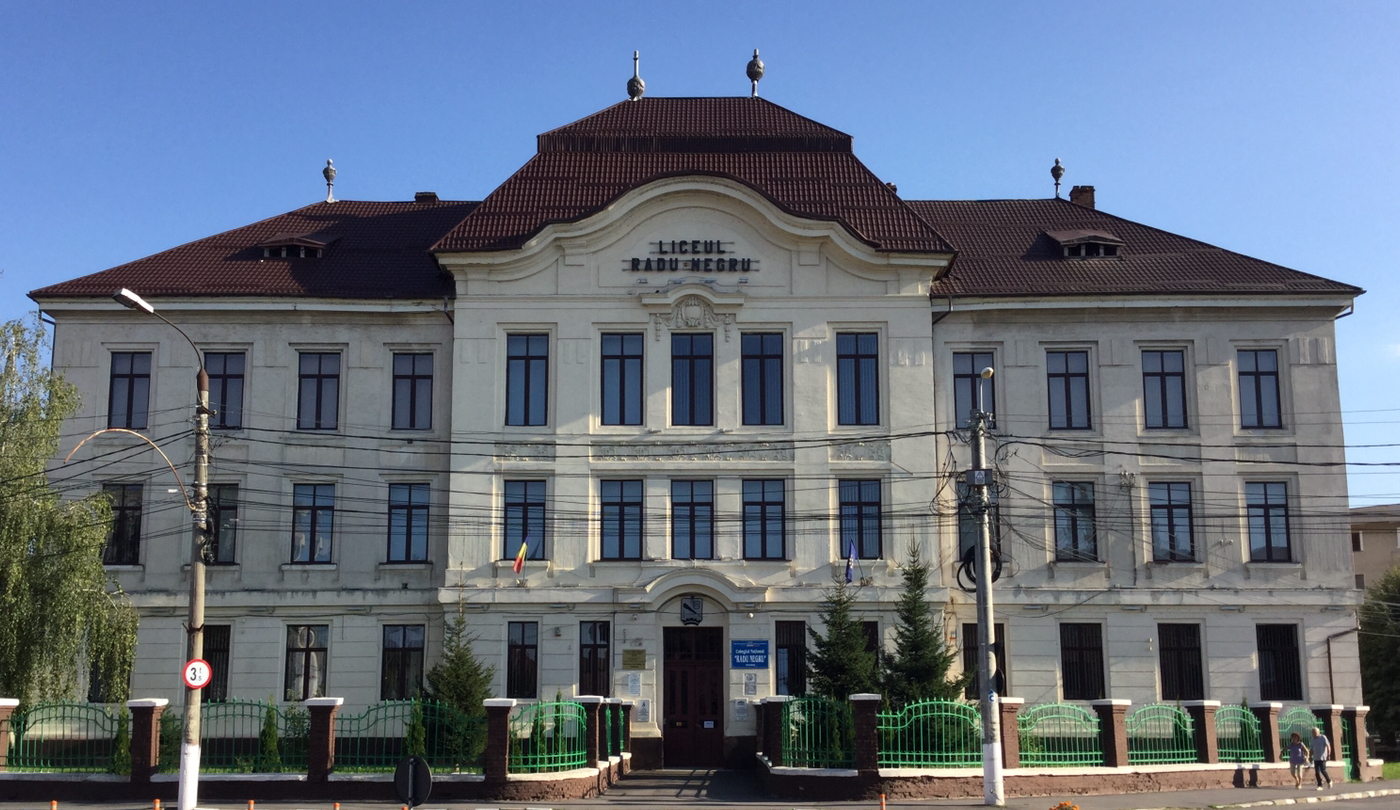
A Radu Negru Nemzeti Kollégium (korábban a magyar állami gimnázium) épülete

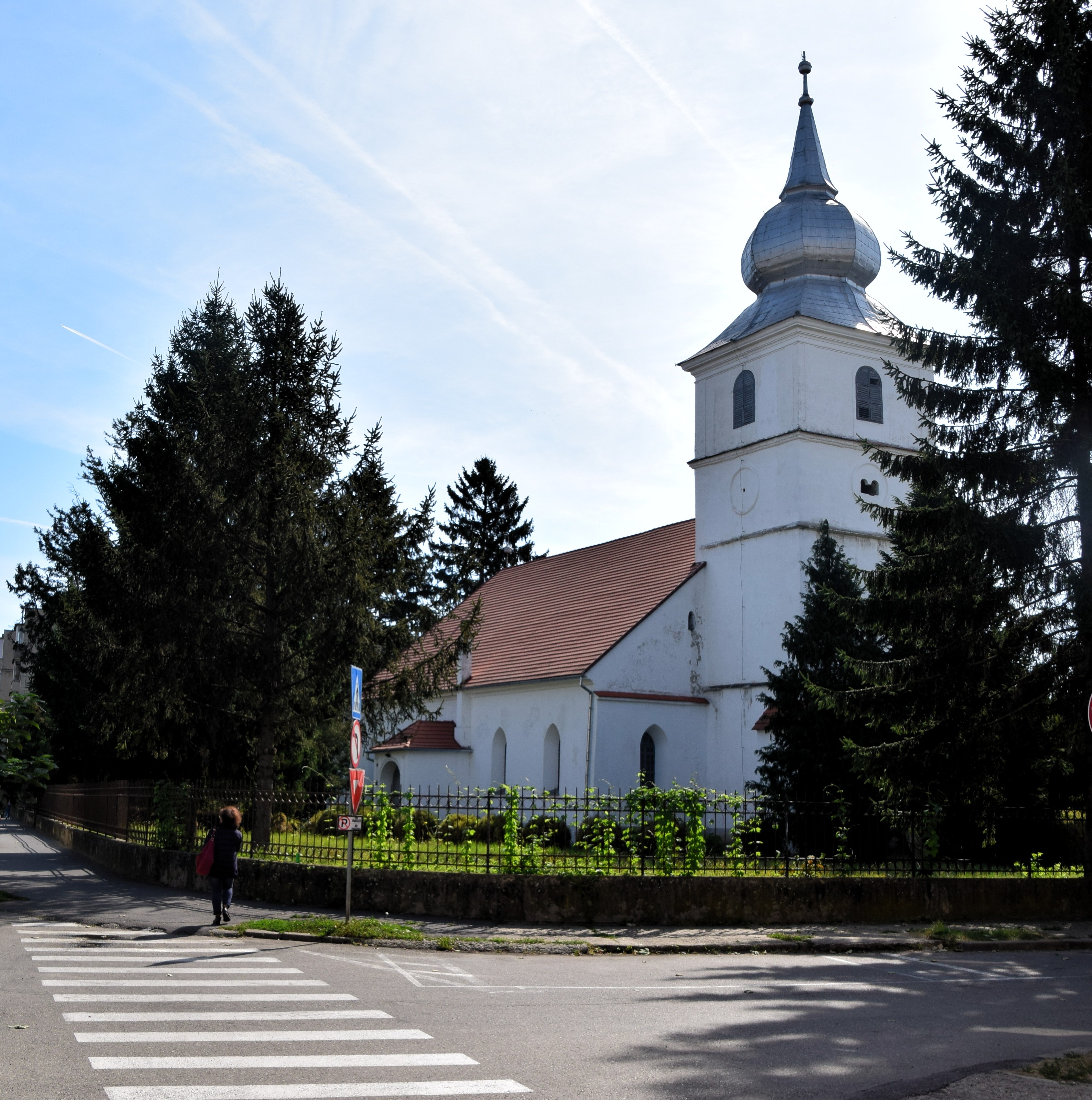
Református templom

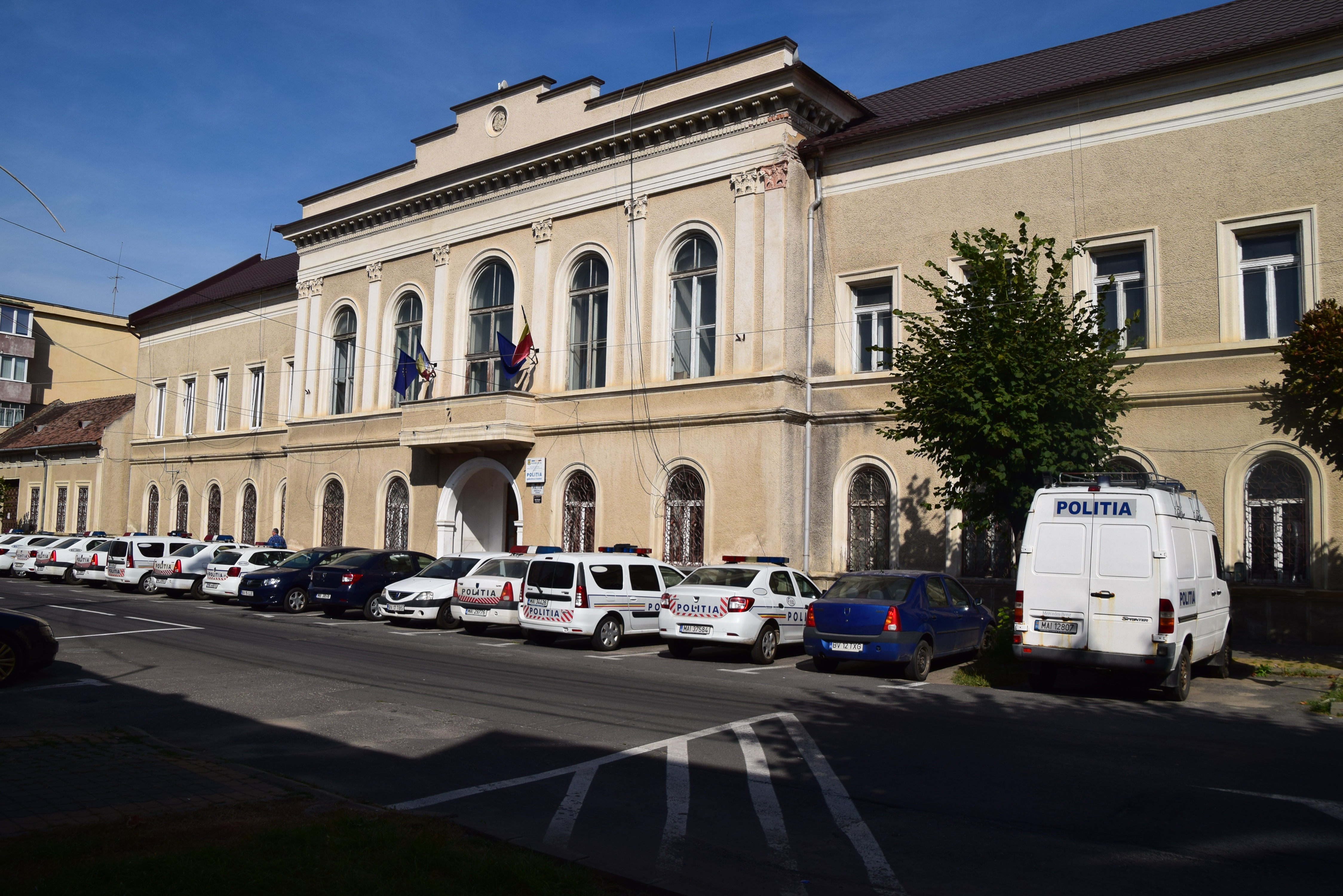
Volt vármegyeháza

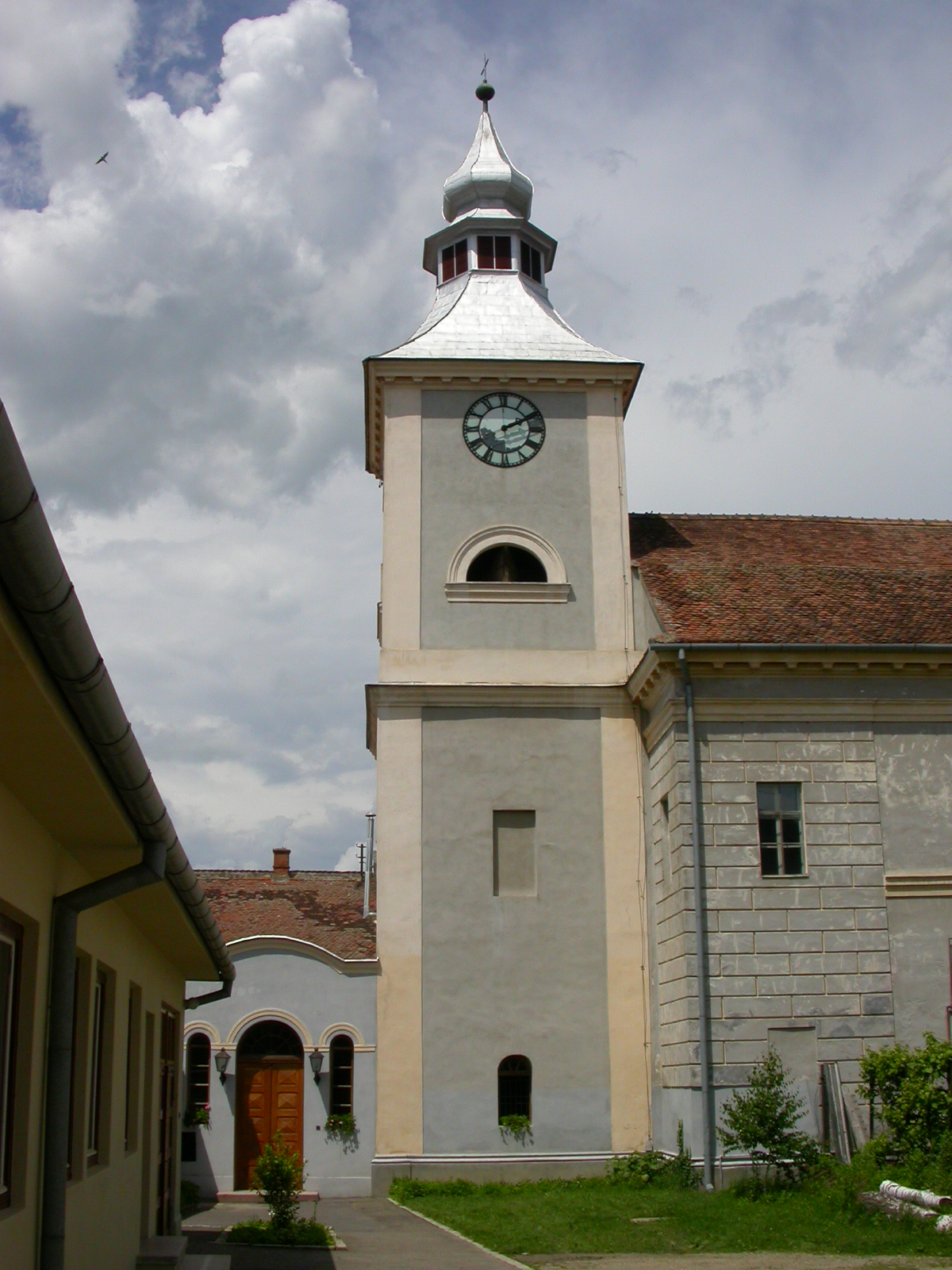
Szász evangélikus templom

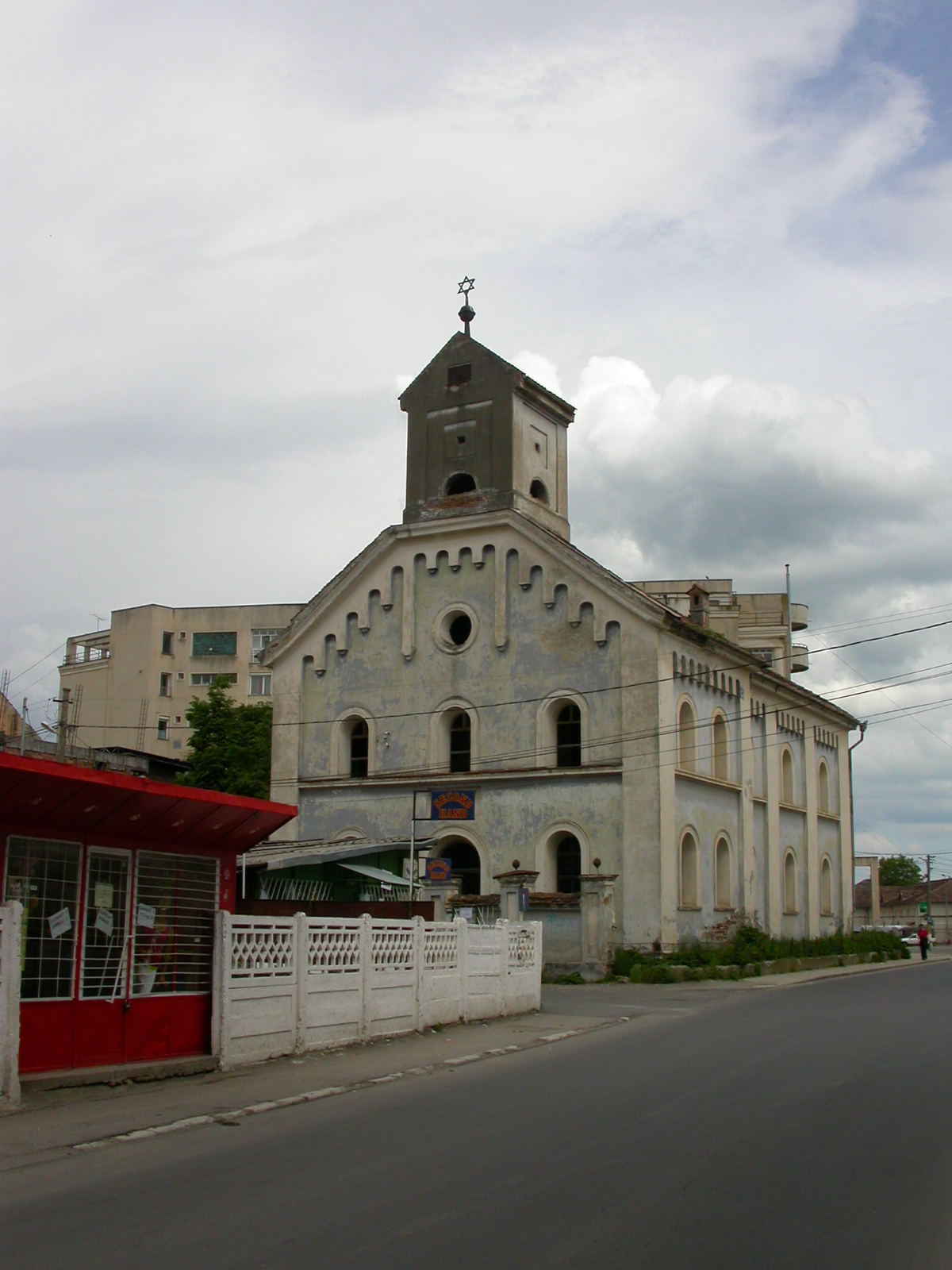
Zsinagóga

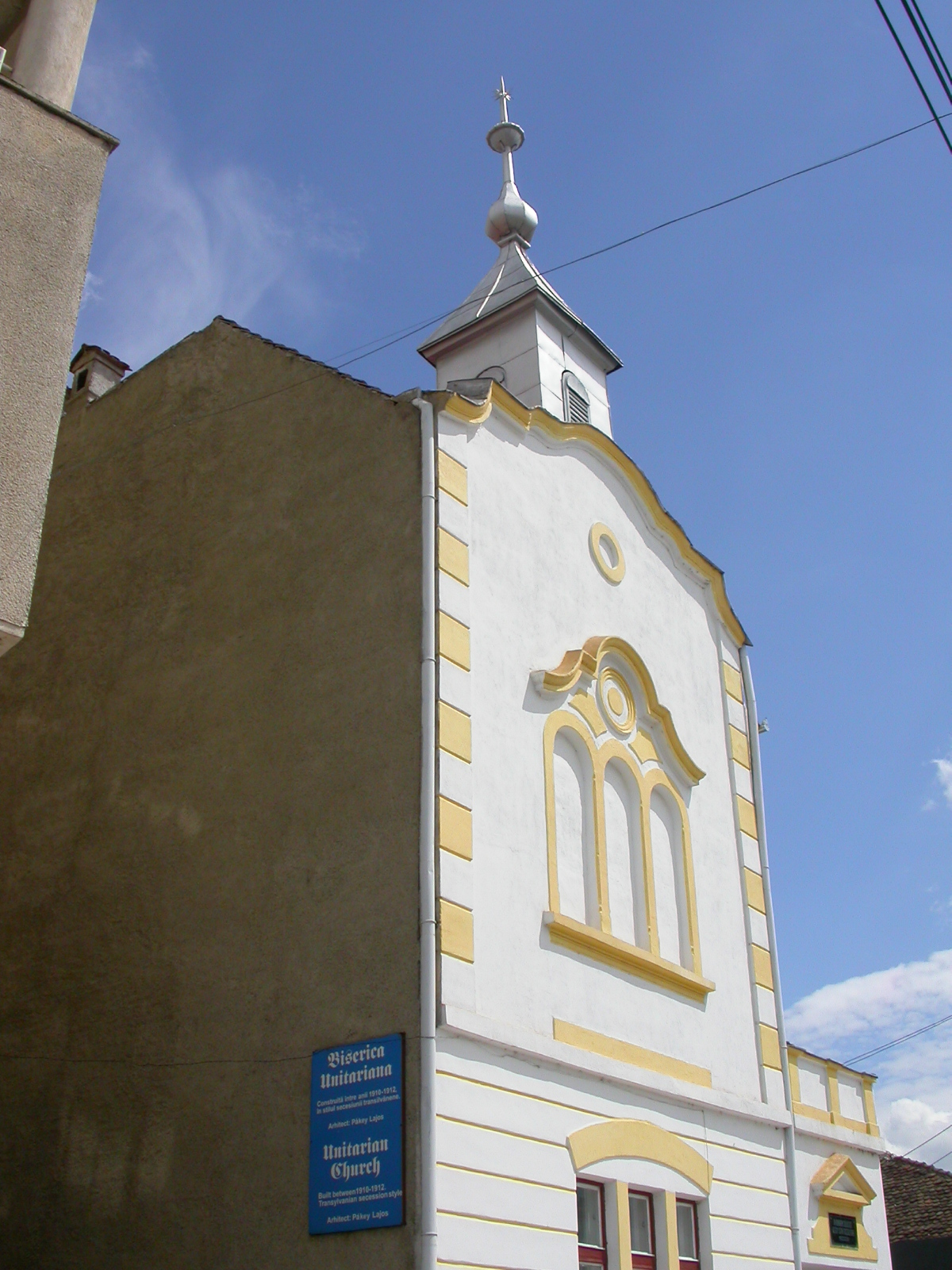
Unitárius templom

- Fogaras vára a romániai műemlékek listáján a BV-II-m-A-11687 sorszámon szerepel.
- 1697–1698-ban Constantin Brâncoveanu a mogoșoaiai palotája kápolnájának mintájára építtette a görögkeleti Szent Miklós-templomot (BV-II-m-A-11692)[37]
- Református templomát 1715 és 1740 között Árva Bethlen Kata építtette, sírja a templom előtt van (BV-II-m-A-11691)
- Ferences templom(wd) és kolostor (BV-II-a-B-11676) (1761–82). A ferencesek 1732-ben küldtek állandó missziós papot a városba. Miután Boér József házát a körülötte lévő kerttel 1736-ban a rendnek adományozta, ezen 1737–42-ben egy tempomot emeltek, és ezzel párhuzamosan zárdát is építettek. 1747-től a kolostor elkészült részében iskola működött. A várost pusztító 1760-es tűzvészben azonban, röviddel a kolostor befejezte után, mindkettő leégett, csak alapfalaik maradtak meg. 1761-től a korábbinál tágasabb templomot és kolostort emeltek, a templomot 1782-ben szentelték föl.[38] 1865-ben, Márton Lajos tartományfőnökké választásával a fogarasi ferences kolostor lett az erdélyi rendtartomány központjává.
- 1782–1791 között épült görög keleti Szentháromság-templom (BV-II-m-B-11682). Helyi román és ún. görög (oszmán alattvaló ortodox keresztény) kereskedők adományaiból, illetve Havasalföldön és Moldvában folytatott gyűjtésből épült, barokk stílusban. Apszisát 1793-ban festették ki Ionița Sarai költségén, a templombelső többi részét pedig a 19. századik második felében.
- A Str. Vladimirescu Tudor 35. alatti ház Inocențiu Micu-Klein rezidenciája és egyben a román görögkatolikus püspökség székhelye volt 1729 és 1737 között, amikor a püspökség székhelyét áthelyezték Balázsfalvára. Az épület 1727-ből való.
- A galaci ortodox templom tornya 1823-ban épült föl az akkori fatemplom mellé, ehhez 1841-ben építettek hajót, miután a fatemplomot eladták a kóboriaknak.
- A volt szász evangélikus templom 1841–43-ban, egy korábban leégett templom alapjaira épült.
- Volt zsinagóga (1848, Str. Aron Pumnul 3.). 1990-ig használták.
- A tisztiklub épülete (Str. Tăbăcari 13.) a 19. század második felében a magyar állami polgári iskolák számára készült.
- Volt vármegyeháza, ma rendőrség (Str. Doamna Stanca 28.).
- A Radu Negru Líceum, a volt magyar állami főgimnázium, Alpár Ignác tervei alapján épült 1909-ben.
- Unitárius templom (1912, Pákey Lajos tervei szerint).
- Az Inochențiu Micu-Klein (volt Lenkert/Inului) utca 32. szám alatti, azóta részben átalakított házban bérelt szobát 1908–1909-ben Babits Mihály. Innen ugyanazon utca 9. számú házába, a gimnáziumhoz közel költözött, és itt élt a városból való 1911-es távozásáig. Utóbbi házon 1996-ban emléktáblát is avattak, de azt a 2010-es években az új tulajdonos eltávolította.[39]
- Első világháborús katonai temető a temetőben.[40]

## Híres személyek
- A várban raboskodott Stanca, Vitéz Mihály felesége.
- Fogarasról indult konstantinápolyi útjára Borsos Tamás.
- Itt halt meg 1652-ben Rákóczi Zsigmond székely generális, I. Rákóczi György fia.
- Itt halt meg 1666-ban Szalárdi János történetíró.
- Itt töltötte gyermekkora egy részét Cserei Mihály emlékíró.
- 1676–1677-ben itt raboskodott Bethlen Miklós és Béldi Pál.
- Itt tanított 1677-től 1680-ig Tótfalusi Kis Miklós.
- Fogarasi fogsága idején, 1679 és 1683 között írta Haller János fő műveit, a Hármas Istoriát és a Békességes türésnek Paizsa című munkáját.
- Itt halt meg 1690. április 15-én I. Apafi Mihály erdélyi fejedelem.
- Itt halt meg 1718-ban Rozsnyai Dávid diplomata, napló- és történetíró.
- Inocențiu Micu-Klein gyulafehérvári és fogarasi görög keleti püspök 1728–1751 között, az 1732–1737 időszakban Fogarason volt a püspöki székhelye.
- Galaci családi birtokán élt Apor Péter.
- Itt született 1766-ban Falka Sámuel betűmetsző.
- Itt született 1822-ben Bisztray Károly emlékíró.
- 1836-ban Fogaras vidéke egyik képviselőjévé Teleki Lászlót választották.
- Itt született Nicolae Densusianu (1846–1911) történész, a Román Akadémia tagja.
- 1853-ban a városban nyitotta meg műtermét Apor Károly fényképész.
- Itt született 1864-ben Adolf Schullerus szótáríró, etnográfus.
- Itt született 1866-ban Fritz Schullerus festő.
- Itt született Ovid Densusianu (1873–1938) nyelvész, néprajzkutató, irodalomtörténész, a Román Akadémia tagja
- Huszártisztként itt élt Bárd Miklós költő.
- 1892–1910 közt a város képviselője volt Mikszáth Kálmán.
- Itt született 1903. január 18-án Bisztray Gyula irodalomtörténész.
- Itt született 1903. július 25-én Ajtay Andor Kossuth-díjas színművész.
- Itt született 1909-ben Traian Lăscuț-Făgărășanu klarinétművész.
- Itt született 1910-ben Simon Béla festőművész.
- Itt végezte tanulmányait és töltötte gyerekkorát Török Sándor író, műfordító, újságíró, antropozófus. Műveiben legszívesebben a fogarasi évekre emlékszik vissza.
- Itt tanított 1908–1911 között Babits Mihály, akinek A gólyakalifa című regénye jórészt fogarasi helyszíneket örökít meg.
- Itt született 1914. február 12-én Egyed László geofizikus, a Magyar Tudományos Akadémia tagja.
- Tizenéves korában itt élt Ignácz Rózsa.
- A román katonai hatóságok 1919-ben ide internálták Jánosi Zoltánt és Nagy Vincét.
- Itt élt az 1920-as években Bicsérdy Béla, a bicsérdyzmus gyógy- és életmód népszerűsítője.
- Itt született 1921-ben Otto Weber zöld politikus.
- Itt született 1942-ben Mihai Sin író.
- Itt született 1949-ben Mircea Florin Șandru költő.
- Itt született 1953. május 23-án Salló László irodalomtörténész.
- Itt született 1953-ban Ștefan Borbély irodalomkritikus.
- Itt született 1953-ban Parászka Miklós rendező.
- A gimnáziumban tanult 1953–54-ben Paul Goma író.
- Itt született 1964-ben Eugen Ovidiu Chirovici író.
- Itt született 1969-ben Nicușor Dan, a Mentsétek meg Romániát Szövetség alapítója, Bukarest főpolgármestere.
- Itt született 1973-ban Ionel Ganea labdarúgó.

## Hivatkozások

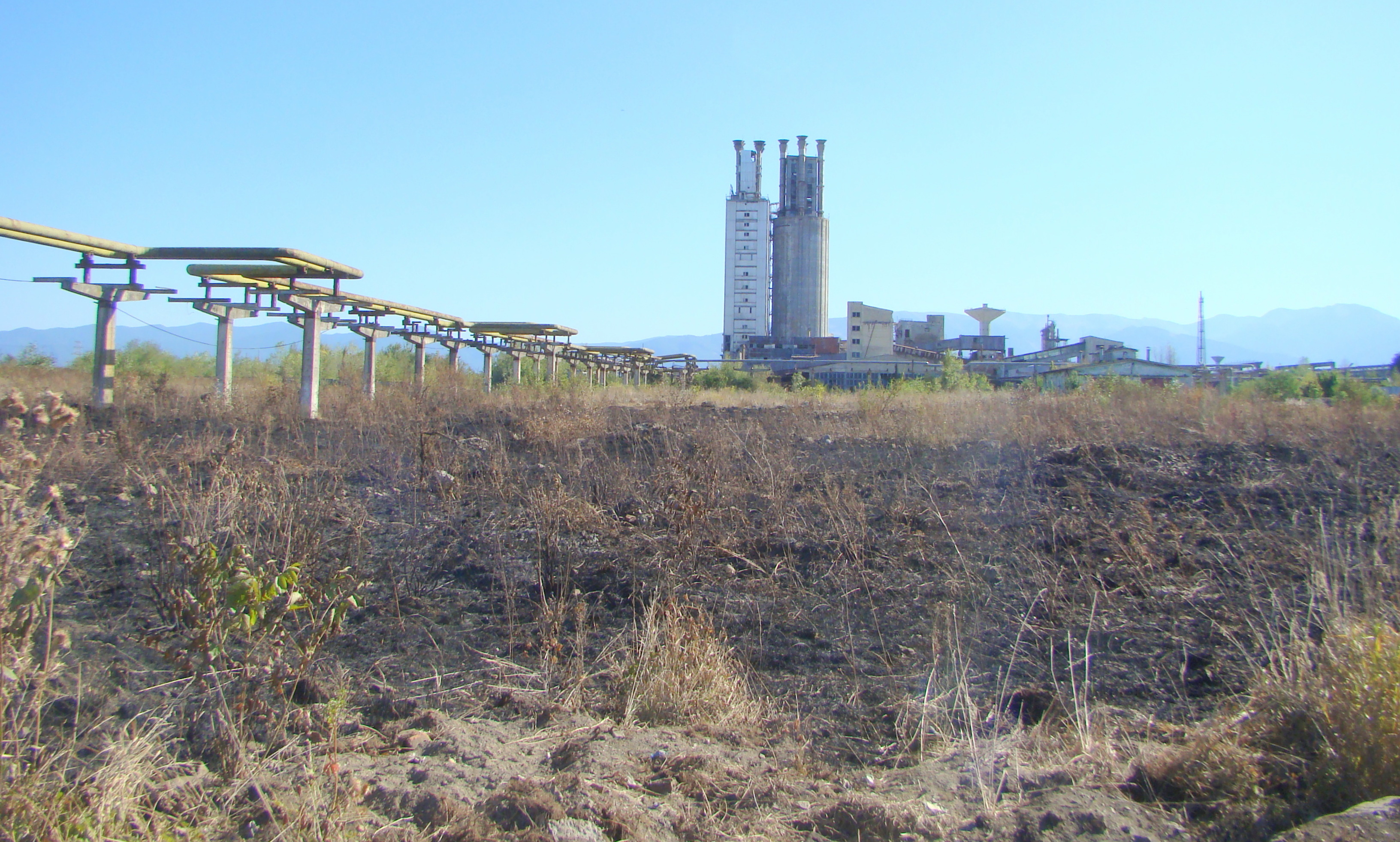
Az elhagyott vegyipari kombinát részlete